# Bouteloua rigidiseta
Bouteloua rigidiseta är en gräsart som först beskrevs av Ernst Gottlieb von Steudel, och fick sitt nu gällande namn av Albert Spear Hitchcock. Bouteloua rigidiseta ingår i släktet Bouteloua och familjen gräs. Inga underarter finns listade i Catalogue of Life.